# پیری زودرس
پیری زودرس یا پروجریا (به انگلیسی: Progeria) (که همچنین با عنوان سندرم هاچینسون-گیلفورد پروگریا و سندرم هاچینسون-گیلفورد نیز شناخته می‌شود) یک وضعیت بسیار نادر ژنتیکی است که در آن علائم و نشانه‌های پیری و کهولت در سنین بسیار کم تجلی می‌نمایند.
میزان بروز این اختلال بسیار کم است و با توجه به اینکه تعداد موارد بروز این اختلال ۱ مورد در ۸۰۰۰۰۰۰ تولد زنده می‌باشد، می‌توان آن را جزو اختلالات بسیار نادر ژنتیکی به‌شمار آورد. افرادی که با سندرم پیری زودرس متولد می‌شوند، معمولاً تنها حدود ۱۳ سال عمر می‌کنند، هر چند بسیاری از موارد این نشانگان نیز شناسایی شده‌اند که عمرشان به اواخر سنین نوجوانی و حتی اوایل بیست سالگی نیز رسیده است و در عین حال افراد نادری از مبتلایان به این سندرم نیز بوده‌اند که حتی تا حدود ۴۰ سالگی نیز زیسته‌اند.
این نشانگان، یک وضعیت نادر ژنتیکی است که بر اثر بروز یک جهش ژنتیکی جدید رخ می‌دهد که گرچه به‌طور معمول به ارث نمی‌رسد، امّا در هر حال به‌صورت ارثی پدید می‌آید، یعنی به شکل ژنتیکی منتقل می‌گردد. این طرز انتقال برخلاف دیگر سندرم نادر اما مشابه این سندرم که باعنوان اختلال مادرزاد در کراتین‌سازی (Dyskeratosis congenita یا DKC) شناخته می‌شود می‌باشد که در آن نیز انتقال بیماری به طریقهٔ ارثی است و در عین حال این انتقال بر مبنای شجره‌نامهٔ خانوادگی، صورت می‌پذیرد.
دانشمندان، به‌طور خاص به شناسایی نشانگان پیری زودرس علاقه‌مند هستند، چرا که ممکن است این سندرم به‌عنوان یک نوع پیری زودرس، نشانه‌هایی را نیز پیرامون روند طبیعی پیری فاش کند. این سندرم در سال ۱۸۸۶ میلادی توسط جاناتان هاچینسون توصیف گردید و در عین حال، هستینگز گیلفورد نیز، در سال ۱۸۹۷ به‌طور مستقل به ارائهٔ شرحی مستقل از این اختلال پرداخت. بررسی‌های این دو دانشمند بعدها سبب گردید که این وضعیت سندرم هاچینسون - گیلفورد پیری زودرس یا به اختصار: HGPS نیز خوانده شود.